# Porphyrinia skafiota
Porphyrinia skafiota là một loài bướm đêm trong họ Noctuidae.